# Hapgood (opera teatrale)
Hapgood è un'opera teatrale del drammaturgo britannico Tom Stoppard, portata al debutto a Londra nel 1988. La pièce racconta di Hapgood, un'importante spia britannica che deve destreggiarsi tra il suo prestigioso e riservatissivo lavoro e le difficoltà della maternità. La commedia è ricca di riferimenti alla meccanica quantistica, tra cui le teorie di Niels Bohr, il principio di indeterminazione di Heisenberg ed il problema dei ponti di Königsberg.

## Storia dello spettacolo
Peter Wood diresse la prima produzione della commedia, debuttata all'Aldwych Theatre del West End londinese nel 1988, con Felicity Kendal (Hapgood), Nigel Hawthorne (Blair) e Roger Rees (Kerner). La pièce recensita molto duramente dai critici, il che spinse Stoppard a revisionare radicalmente il testo in vista della prima newyorchese del 1994.
La pièce fece il suo debutto statunitense nell'Off Broadway, al Lincoln Center, l'11 novembre 1994 e rimase in cartellone fino al 26 marzo 1995. Jack O'Brien curava la regia - che gli valse il Lucille Lorter Award - ed il cast comprendeva Stockard Channing nel ruolo dell'eponima protagonista, David Strathairn (Kerner) e Josef Sommer (Blair).